# Liolaemus juanortizi
Espèce
Statut de conservation UICN

 LC  : Préoccupation mineure
Liolaemus juanortizi est une espèce de sauriens de la famille des Liolaemidae.

## Répartition
Cette espèce est endémique du Nord du Chili. Elle se rencontre dans les régions d'Antofagasta, d'Atacama et de Tarapacá.

## Étymologie
Cette espèce est nommée en l'honneur de Juan Carlos Ortiz.

## Publication originale
- Young-Downey & Moreno, 1992 "1991" : A new species of tropidurine lizard (Squamata: Tropiduridae) from Los Andes of north Chile. Gayana Zoologia, vol. 55, no 4, p. 391-396 (texte intégral).